# Gable Steveson
Gable Steveson (Portage, 31 de março de 2000) é um lutador de estilo-livre estadunidense, campeão olímpico.

## Carreira
Steveson esteve nos Jogos Olímpicos de Verão de 2020 em Tóquio, onde participou do confronto de peso pesado, conquistando a medalha de ouro após derrotar na final o georgiano Geno Petriashvili.